# Maxime Villemer
 (octobre 2017).
Si vous disposez d'ouvrages ou d'articles de référence ou si vous connaissez des sites web de qualité traitant du thème abordé ici, merci de compléter l'article en donnant les références utiles à sa vérifiabilité et en les liant à la section « Notes et références ».
Maxime Villemer (pseudonyme d'Anne Violet épouse Francey, née le 12 avril 1841 à Pierre-de-Bresse et morte le 27 avril 1923 à Vincennes, est une romancière de langue française, auteure de romans populaires.
Elle repose au cimetière ancien de Vincennes.

## Bibliographie

Publicité de La Buveuse d'or.